# Киёвка (приток Оки)
Киёвка (офиц. Киевка) — река в Калужской области, левый приток реки Оки. Длина реки — 6 км, площадь её водосбора — 28,3 км².

## География
Эта небольшая река Калужской области берёт своё начало у деревни Ольговка. Течёт на юг по территории Калуги. Впадает в Оку на расстоянии 1105,5 км от ее устья на высоте 112 м над уровнем моря. Коэффициент извилистости реки — 1,1, средний годовой расход воды — 0,17 м³/с, средняя скорость течения — 0,11 м/с, средняя глубина — 0,09 м, ширина по урезу воды — 17,2 м. Ширина водоохранной зоны — 50 м. Ширина прибрежной защитной полосы — 50 м.
Питается преимущественно множеством ручьев-родников. Река является источником бытовой и поливной воды для жителей прибрежных домов и дачников, местом летнего отдыха для горожан и рыболовов-любителей.

## Исторические сведения
С давних пор воды области использовались для транспортировки железа. Стратегическими объектами являлись расположенные по течению рек пристани и порты. Доменный завод близ Калуги на речке Киовке (или Киёвке) отстроили в 1754 году калужские купцы Петр и Иван 3олотаревы.

## Мосты
Через реку Киёвка наведён мост, а также съезды с обхода Калуги в сторону города Тарусы и с улицы Советская на обход Калуги в сторону Москвы. Движение транспорта осуществляется на участке федеральной дороги Р-132 «Калуга-Тула-Михайлов-Рязань» с 32-го по 36-й километр (от Турынинской развязки до моста через реку Ока).

## Экология
Река мелководная, огибает несколько промышленных зон, потому сильно загрязнена. Сток на 90 % определяется городскими территориями, в том числе селитебными, и частным сектором. Значительные превышения ПДК по биогенным веществам (азотная и фосфорная группа), нефтепродуктам, металлам. Характерно как для селитебных, так и для промышленных территорий. Определяется бытовым загрязнением ливнесборной территории и попаданием неорганизованных стоков с территорий предприятий.